# (5108) Lübeck
(5108) Lübeck – planetoida z pasa głównego asteroid okrążająca Słońce w ciągu 3 lat i 183 dni w średniej odległości 2,3 j.a. Została odkryta 21 sierpnia 1987 roku w Obserwatorium La Silla przez Erica Elsta. Nazwa planetoidy pochodzi od Vincenta Lübecka (1654–1740), niemieckiego kompozytora i organisty. Przed jej nadaniem planetoida nosiła oznaczenie tymczasowe (5108) 1987 QG2.